# كارل هوبر
كارل هوبر هو محامي وسياسي سويسري، ولد في 18 أكتوبر 1915 في سانت غالن في سويسرا، وتوفي في 16 سبتمبر 2002 في كوينز في سويسرا. حزبياً، نشط في حزب الشعب الديمقراطي المسيحي في سويسرا ‏.